# Лысогорка (Дунаевецкий район)
Лысогорка (укр. Лисогірка) — село в Дунаевецком районе Хмельницкой области Украины.
Население по переписи 2001 года составляло 519 человек. Почтовый индекс — 32420. Телефонный код — 3858. Занимает площадь 0,279 км². Код КОАТУУ — 6821884501.

## Местный совет
32420, Хмельницкая обл., Дунаевецкий р-н, с. Лысогорка, ул. Ленина, 4